# Église Notre-Dame de Santarém
Pour les articles homonymes, voir Église Notre-Dame.
L'église Notre-Dame, (également connue sous le nom d'église du séminaire) est l’église de l’ancien collège jésuite de Santarém. Depuis 1975 elle est la cathédrale du diocèse nouvellement créé de Santarém (Portugal).

## Historique
En 1647 les jésuites arrivent à Santarém et y ouvrent un collège dans l’ancien palais royal (inoccupé depuis l’époque de Jean II) qui leur est offert par Jean IV.  La construction de l’église commence en 1676 et se termine en 1711. De style baroque méridional, parfois appelé ‘maniériste', elle exhibe sur sa façade les statues de quatre grands saints jésuites : Ignace de Loyola, François Xavier, François Borgia et Louis de Gonzague.
Lorsque les jésuites sont expulsés du Portugal en 1759, les bâtiments du collège sont occupés par le séminaire patriarcal de Lisbonne et l’église devient église du séminaire. 
En 1975 Santarem est érigé en diocèse, tout en restant suffragant de l'Archidiocèse de Lisbonne. L’ancienne et vaste église baroque du XVIIe siècle, à la riche décoration intérieure et nombreux trésors artistiques, en devient la cathédrale. 